# Гуайсара
Гуайсара (порт. Guaiçara) — муниципалитет в Бразилии, входит в штат Сан-Паулу. Составная часть мезорегиона Бауру. Входит в экономико-статистический микрорегион Линс. Население составляет 11 314 человек на 2006 год. Занимает площадь 269,300 км². Плотность населения — 42,0 чел./км².
Праздник города — 13 декабря.

## История
Город основан 14 декабря 1926 года.

## Статистика
- Валовой внутренний продукт на 2003 составляет 99 286 259,00 реалов (данные: Бразильский институт географии и статистики).
- Валовой внутренний продукт на душу населения на 2003 составляет 9593,80 реала (данные: Бразильский институт географии и статистики).
- Индекс развития человеческого потенциала на 2000 составляет 0,778 (данные: Программа развития ООН).